# Exheterolocha dictyota
Exheterolocha dictyota là một loài bướm đêm trong họ Geometridae.